# Динамо (завод)
ОАО «АЭК „Динамо“» (ОАО «Акционерная электромашиностроительная компания „Динамо“») — одно из крупнейших и старейших электромашиностроительных предприятий России, существовавшее в 1897-2009 годах. Производило электрооборудование для городского электротранспорта (метро, трамвай, троллейбус), а также оборудование для грузоподъемных механизмов и кранов, товары народного потребления. В состав компании входит Всероссийский научно-исследовательский и проектно-технологический институт кранового и тягового электрооборудования.
В 2015 году на территории завода на улице Ленинская Слобода начал работу бизнес-квартал «Симоновский».

## История

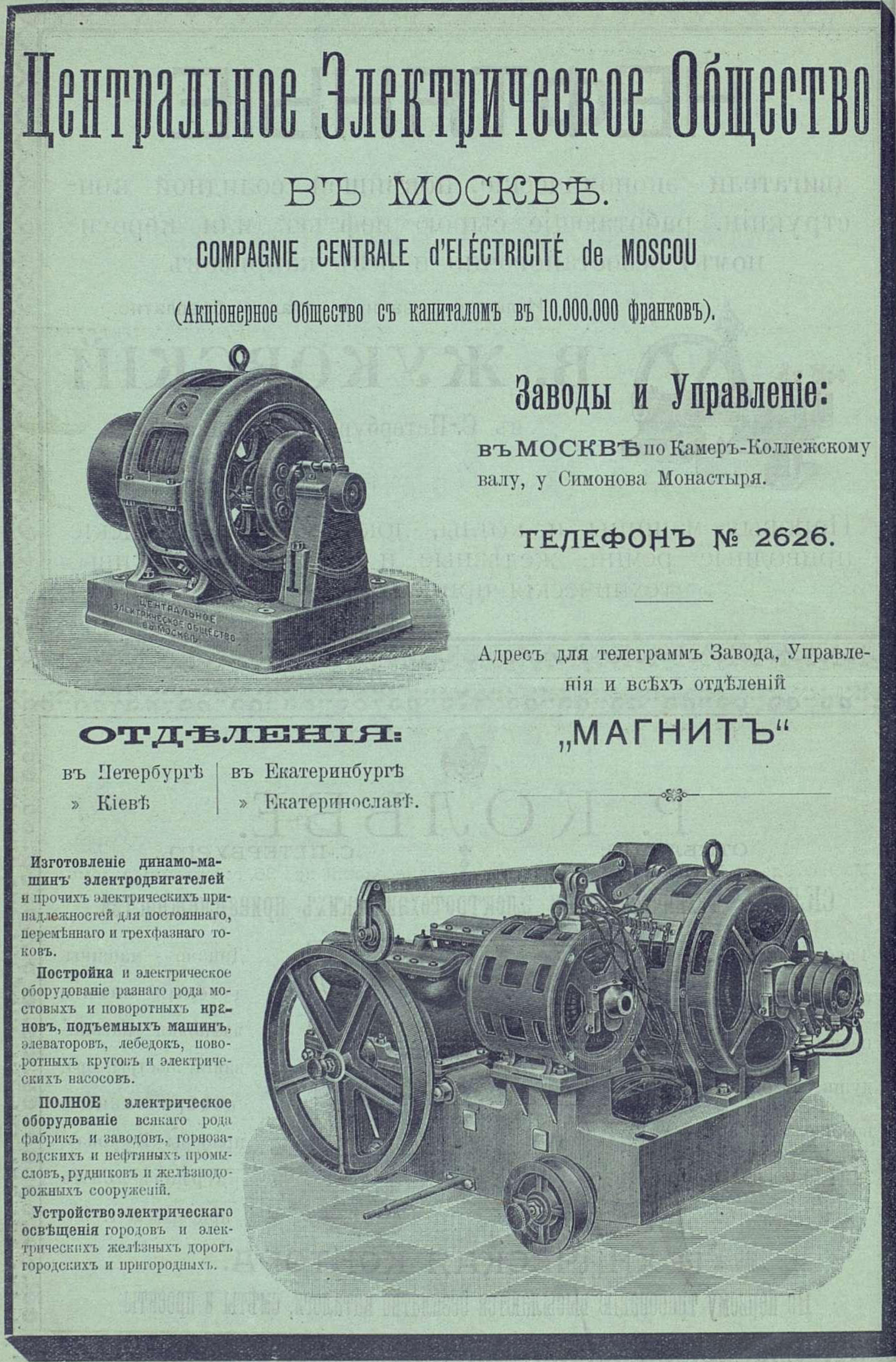
Реклама общества, 1903 год.

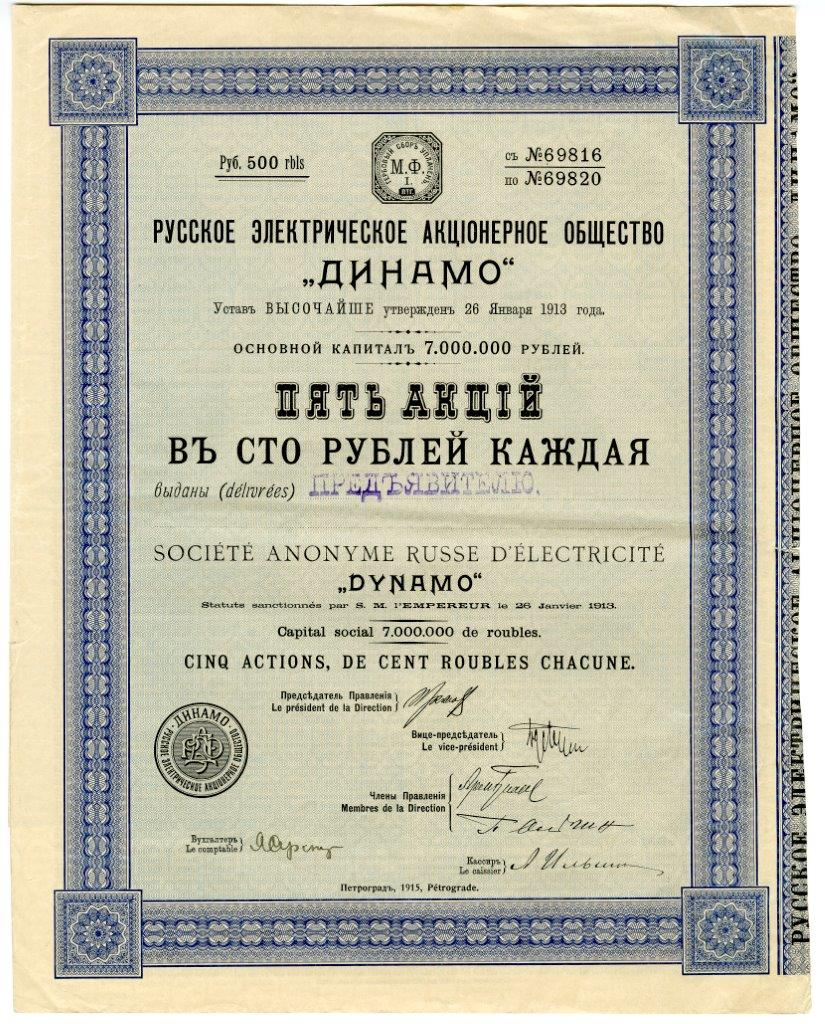
5 акций в 100 руб. каждая на предъявителя Русского электрического акционерного общества «Динамо» с основным капиталом в 7 млн руб. Петроград, 1915 г.

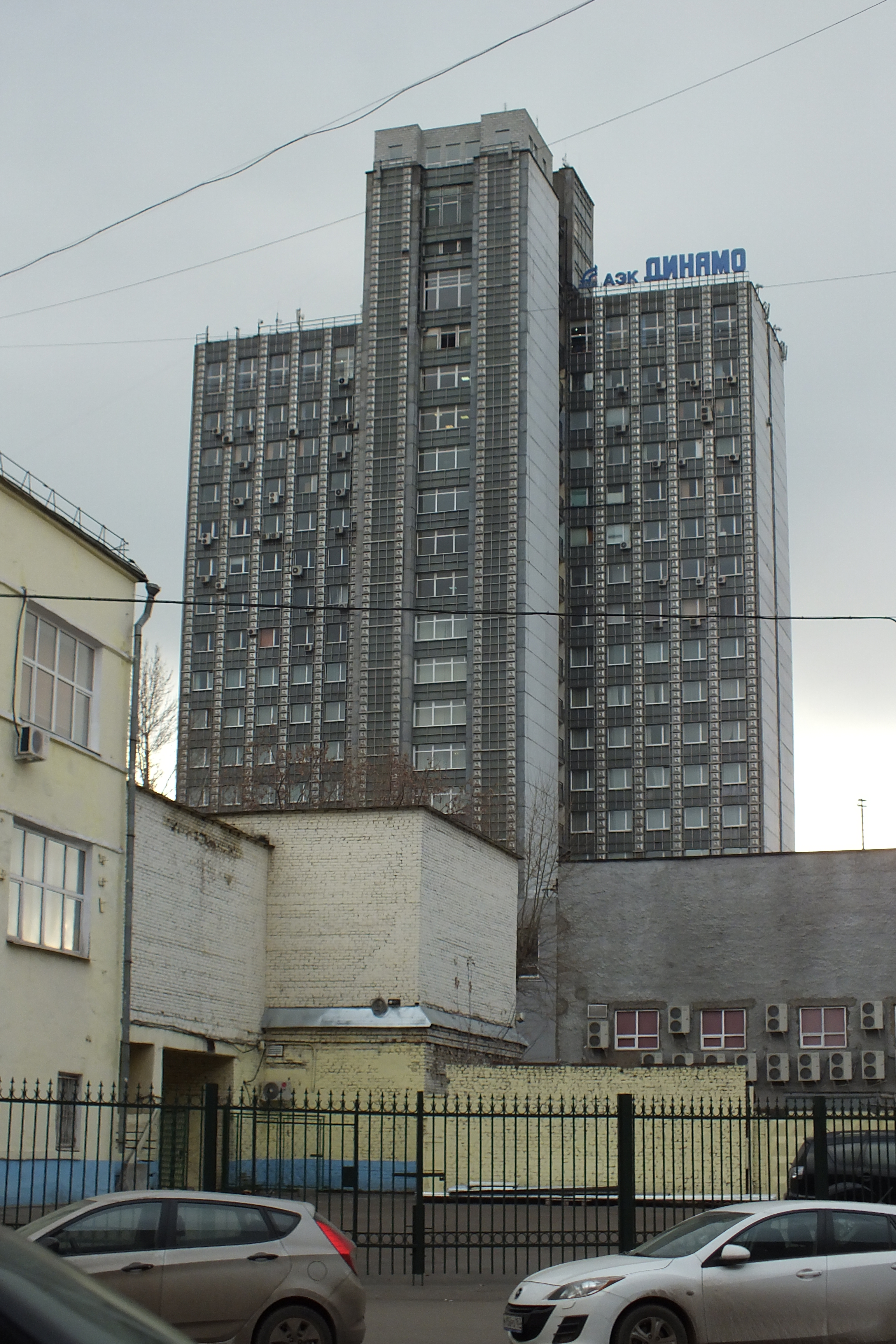
Многоэтажное здание «АЭК „Динамо“» на улице Мастеркова

12 мая 1897 года на базе бельгийского акционерного общества был основан завод, который поначалу именовался «Центральное электрическое общество в Москве».
Свое современное название «Динамо» (так с первой трети XIX века от слова греческого происхождения именовались первые электрические генераторы) предприятие получило в 1913 году, когда завод перешел в собственность зарегистрированной в Санкт-Петербурге известным русским предпринимателем, политическим и общественным деятелем, членом Государственного совета Российской империи Н. Н. Глебовым компании Русское электрическое акционерное общество «Динамо».
После Октябрьской революции завод был национализирован. В производстве использовался принудительный труд: в 1921 году на заводе работали пленные польские солдаты, а с 1931-го –– осуждённые технические специалисты.
К 1 мая 1932 года завод выпустил первые в СССР тяговые электродвигатели для электровозов, а 6 ноября был построен первый электровоз советской разработки — ВЛ19. В 1936 году руководство завода и часть ИТР были осуждены как «враги народа».
В 1987 году Церковь Рождества Пресвятой Богородицы в Старом Симонове, находящаяся на территории завода, освобождена и передана Историческому музею. В 1989 году церковь передана верующим, организован проход к церкви.
В 1992 году государственный завод «Динамо» при приватизации стал АООТ «Акционерная электротехническая компания «Динамо»».
Затем на основе подразделений завода было образовано несколько независимых компаний, а ОАО «АЭК «Динамо» лишь реализовывало их продукцию на экспорт. В конце 2008 года было решено прекратить работу завода в Москве, а оставшееся производство передать на другое предприятие ЗАО «Динамо-ЭДС». В настоящее время ОАО «АЭК «Динамо» лишь сдает в аренду помещения бывшего завода, а также занимается эксплуатацией и техническим обслуживанием этих зданий.

## Продукция
- электродвигатели серии Д;
- электродвигатели асинхронные с короткозамкнутым ротором для плавучих буровых установок, запорной арматуры атомных электростанций;
- электродвигатели для общепромышленной запорной арматуры, в том числе для трубопроводов химической, нефтяной и газовой промышленности.

## Факты
Завод «Динамо» вместе с заводами АМО, «Парострой», «Трубосоединения» владел и спонсировал спортивную организацию «Труд и Творчество» (он же «Рабочий дворец Пролетарская кузница»). Однако официальным и юридическим владельцем этой спортивной организации был только завод «Динамо». После ликвидации в 1930 году РДПК («Рабочий дворец Пролетарская кузница»), её преемником стала команда Завод «Динамо». В этой команде играли Иван Митронов, Александр Назаров, Виктор Семёнов. Тренером был Гавриил Путилин. Так же часть игроков ушла из расформированного РДПК в новую созданную команду завода АМО. У завода «Динамо» был свой футбольный стадион и прочая спортивная инфраструктура.
В 1923 году ради совершенствования физической и боевой подготовки личного состава ОГПУ была создана его ведомственная организация — Пролетарское спортивное общество «Динамо». Оно получило свое название по предложению Л. В. Недоли-Гончаренко, начальника политотдела ГПУ, бывшего рабочего завода «Динамо».